# Max Vetter
Max Fritz Vetter (17 de marzo de 1892-1917) fue un deportista alemán que compitió en remo. Participó en los Juegos Olímpicos de Estocolmo 1912, obteniendo una medalla de bronce en la prueba de ocho con timonel. Ganó dos medallas en el Campeonato Europeo de Remo de 1913.

## Palmarés internacional
| Juegos Olímpicos   | Juegos Olímpicos   | Juegos Olímpicos  | Juegos Olímpicos   |
| Año                | Lugar              | Medalla           | Prueba             |
| ------------------ | ------------------ | ----------------- | ------------------ |
| 1912               | Estocolmo (Suecia) | Medalla de bronce | Ocho con timonel   |
| Campeonato Europeo |                    |                   |                    |
| Año                | Lugar              | Medalla           | Prueba             |
| 1913               | Gante (Bélgica)    | Medalla de oro    | Ocho con timonel   |
| 1913               | Gante (Bélgica)    | Medalla de plata  | Cuatro con timonel |